# 건축한계 측정차

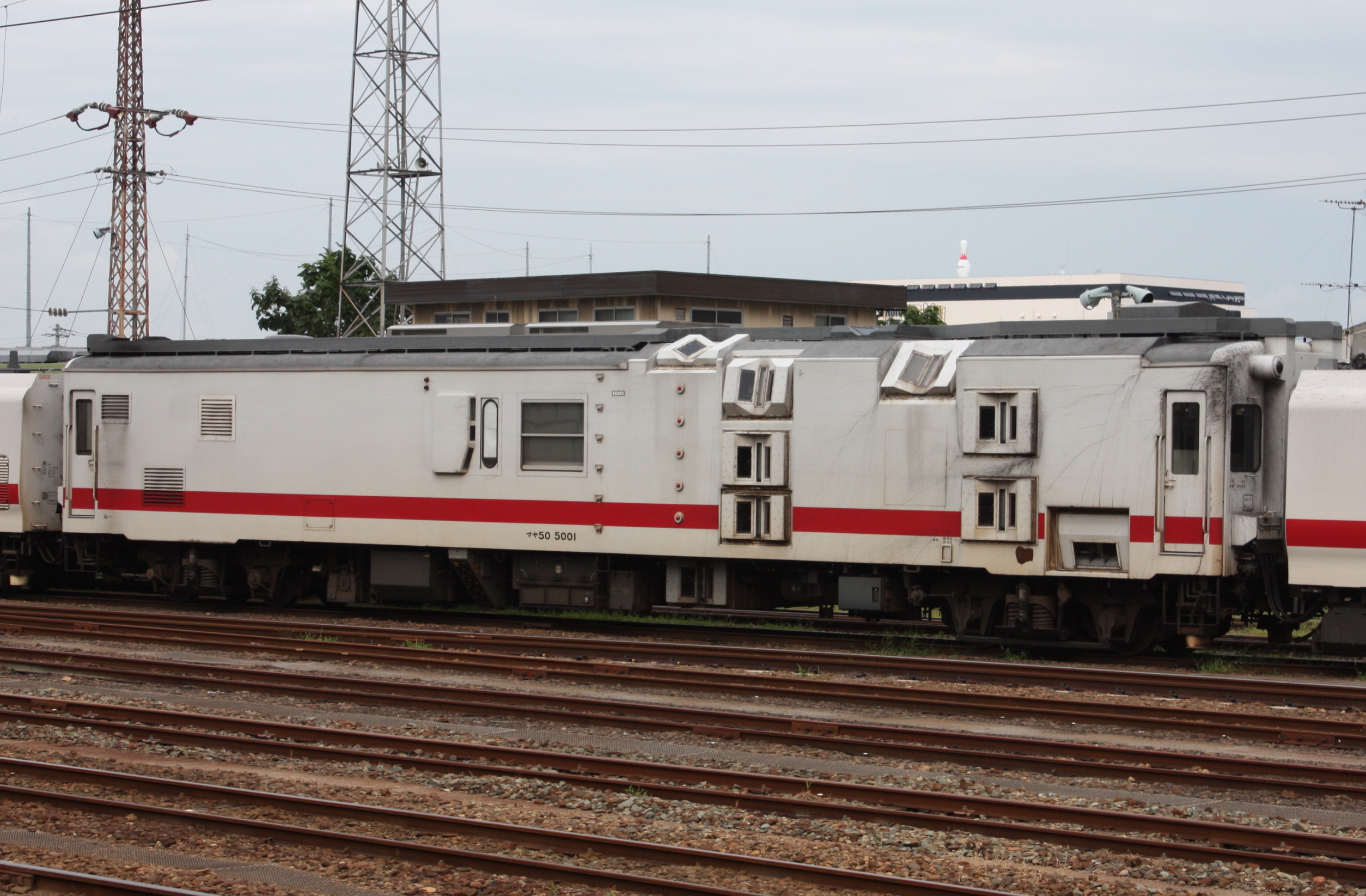
동일본 여객철도 소속 건축한계 측정차 마야 50형 5001호

건축한계 측정차는 철도차량이 안전하게 운행할 수 있도록 철도차량의 치수보다 크게 설정된 공간인 건축한계를 선로 위를 실제로 시운전 하면서 동적으로 확인하는 특수 차량이다. 특히 일본에서는 기존 기계식 건축한계 측정차는 노후하고 차량 동요 보정이 불가능하며 측정 오차도 큰 뿐만 아니라 운용시에는 많은 인력을 필요하고 있었다. 동일본 여객철도는 1995년 일반 객차를 개조하여 비 접촉식이며, 비파괴 검사가 가능한 새로운 건축한계 측정차 마야 50형 5001호를 개발하였다. 건축한계 측정 시스템으로서는 검출기 창문에 있는 스릿에서 메탈하라이드 램프 광원을 조사하여 CCD 카메라로 촬영, 해석하며 대상물인 건축물과의 거리를 구한다. 그 자료를 차량에 탑재하고 있는 변위 검출기 등으로 보정하여 더욱 정확한 자료를 확보하고 있다. 측정기기 로서는 일반 한계 측정용 17대, 승강장 한계 측정용 4대, 자이로 장치 1대, 레일 변위 검출기 4대, 변환기 3대, 거리 펄스 발생기 1대 등은 차체 옥상, 측면, 상하 (床下) 및 대차에 설치했다.

## 참고 문헌
- 철도 Pictorial 임시 증간호 신차 연감 1996년판 (철도도서 간행 회, 일본)

## 같이 보기
- 차량한계